# Andrea Ypsilanti
Andrea Ypsilanti (født 8. april 1957 i Rüsselsheim), er en tysk politiker (SPD). 
Hun er formand for SPD-gruppen i landdagen i den tyske delstat Hessen.